# Desmognathus santeetlah
Desmognathus santeetlah é um anfíbio caudado da família Plethodontidae. É endémica dos Estados Unidos da América.